# Baxter (del av en befolkad plats)
Baxter är en del av en befolkad plats i Australien. Den ligger i kommunen Mornington Peninsula och delstaten Victoria, omkring 46 kilometer söder om delstatshuvudstaden Melbourne.
Trakten är tätbefolkad. Närmaste större samhälle är Cranbourne, omkring 16 kilometer nordost om Baxter.
Trakten runt Baxter består till största delen av jordbruksmark. Genomsnittlig årsnederbörd är 1 251 millimeter. Den regnigaste månaden är maj, med i genomsnitt 154 mm nederbörd, och den torraste är januari, med 51 mm nederbörd.